# Герб Выборга
Герб города Выборга, муниципального образования «Город Выборг» Выборгского муниципального района Ленинградской области Российской Федерации — опознавательно-правовой знак, являющийся официальным символом муниципального образования.
Герб внесён в Государственный геральдический регистр под регистрационным номером 145.

## Описание
Щит пересечён: в червлени три короны в пояс; в лазури литера W; поверх всего узкий пояс; все фигуры золотые.
Щитодержатели – два ангела, возникающие вверху из-за главы щита, в червлёных одеждах с золотыми перевязями накрест и с крыльями. Крылья у правого ангела лазоревые, у левого – золотые.
Щит увенчан короной достоинства - золотой башенной о трёх видимых зубцах, дополненной гладким обручем с рельефными орнаментальными бортиками.
Герб может воспроизводиться как с внешними украшениями (полный герб - с щитодержателями и короной), так и без них; все версии герба равноправны и имеют одинаковый статус. 

В полном гербе корона может изображаться как непосредственно венчающей щит, так и расположенной выше.

## История

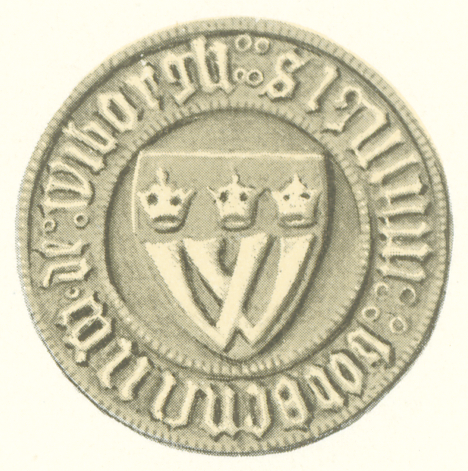
Городская печать XV века

С получением прав города в 1403 году, Выборг получил и первую городскую печать. На ней изображалась литера W под тремя коронами (гербом Швеции и символом Кальмарской унии). На печати 1448 года литера и короны уже разнесены в разные части щита. Впоследствии добавились новые элементы: разделительный геральдический пояс и два ангела—щитодержателя.

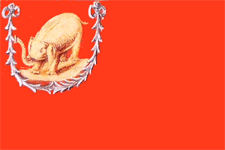
Знамя Выборгского полка до 1730 года

С петровского времени, после взятия города русскими войсками в 1710 году, на их военных знамёнах с 1712 года в качестве эмблемы Выборга изображался слон, идущий влево от зрителя. Однако он не смог вытеснить старый шведский герб.

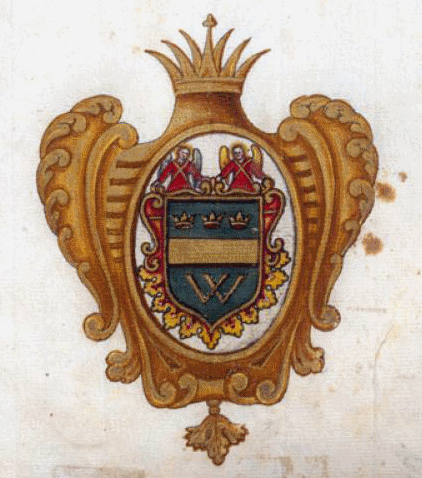
Герб в знамённом гербовнике 1729—1730 годов

В июне 1728 года Верховный тайный совет издал указ о введении нового образца полковых знамён с государственным и городским гербами. В соответствии с указом в 1729 году был составлен знамённый гербовник, включавшем рисунки гербов для 85 полков и рисунок для знамени лейб-регимента. Герб для знамён Выборгского полка описывался следующим образом:
По старому, какой прислан из Выборга: на лазуревом поле внизу литера W, поперёк полоса золотая, под нею три короны, а сверху два ангела с крыльями, в одеянии красном, крылья у одного лазуревые, а у другого жёлтые.
8 марта 1730 года Военная коллегия получила от Правительствующего Сената уведомление об утверждении гербов с распоряжением изготовить соответствующие полковые знамёна. Гербы 1730 года должны были размещаться не только на полковых знамёнах, но и на печатях, которыми губернаторы и воеводы (коменданты) опечатывали все бумаги, кроме партикулярных.

Герб, утверждённый в 1788 году

В ходе губернской реформы Екатерины II, проведённой на основании изданных в 1775 году «Учреждений для управления губерний», были высочайше утверждены городские гербы, имевшие также статус губернских и уездных. При официальном утверждении герба Выборга Екатериной II 4 октября 1788 года верхнее поле стало красным:
Щит разделен на две части: в верхней в красном поле три золотые короны, в нижней в голубом поле золотая литера W; над щитом два ангела.
Выборгский городской герб использовался и в качестве герба Выборгского наместничества.

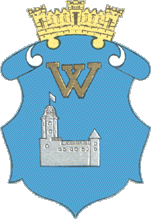
Герб, утверждённый в 1817 году

В 1812 году Финляндская губерния, переименованная в Выборгскую, была присоединена к Великому княжеству Финляндскому в составе Российской империи. В геральдике Великого княжества Финляндского не было традиции общих гербов как для города, так и для губернии. В 1812 году герб Выборга было решено сделать гербом Выборгской губернии. В связи с этим 2 октября 1817 года императором Александром I был утверждён новый герб для Выборга: в голубом поле двухбашенная Выборгская крепость, на её правой большей башне флагшток и флаг, над крепостью золотая литера W. Над щитом каменная корона.

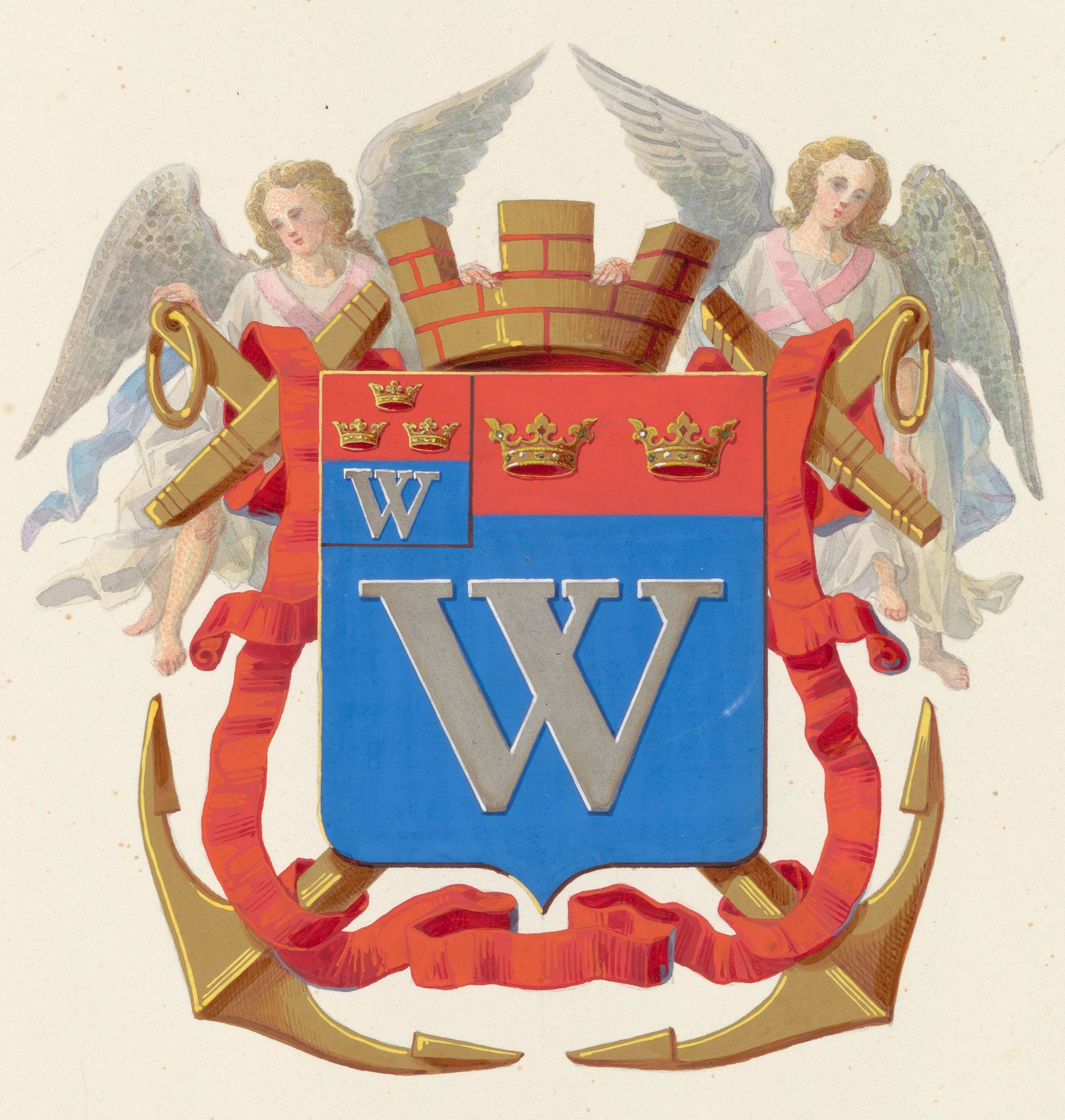
Проект герба, разработанный Б. В. Кёне

Однако с точки зрения специалистов по геральдике герб, утверждённый в 1817 году, имел ряд существенных недостатков, поэтому в период геральдической реформы Б. В. Кёне был разработан проект на основе первого варианта герба Выборга. Но этот проект не был утверждён официально:
в лазуревом поле, серебряная буква W. В червлёной главе щита, три золотые короны. В вольной части герб Выборгской губернии. Щит увенчан золотою башенною короною о трёх зубцах. За щитом два накрест положенных золотых якоря, соединённые Александровскою лентою
В обосновании указывалось:
На первой печати города герб находится как на сём прилагаемом рисунке, каковый и был утвержден 4го Октября 1788 г. Сей герб единственный из гербов Финляндских городов, который встречается с щитодержателями, двумя ангелами, находящимися близ верхней части щита. Таким образом герб сей гравирован на прекрасном золотом стакане, который город поднес после взятия онаго Петру Великому. На одной печати Выборга виден Выборгской замок, и в окраине щита буква W, но как сия форма не древняя, то я полагаю оную не утвердить.
Утверждённый в 1817 году герб Выборга с различными вариациями периода упадка геральдики (касавшимися, в частности, расцветки и размещения литеры W) применялся в Финляндии до перехода города в состав СССР в 1940 году.

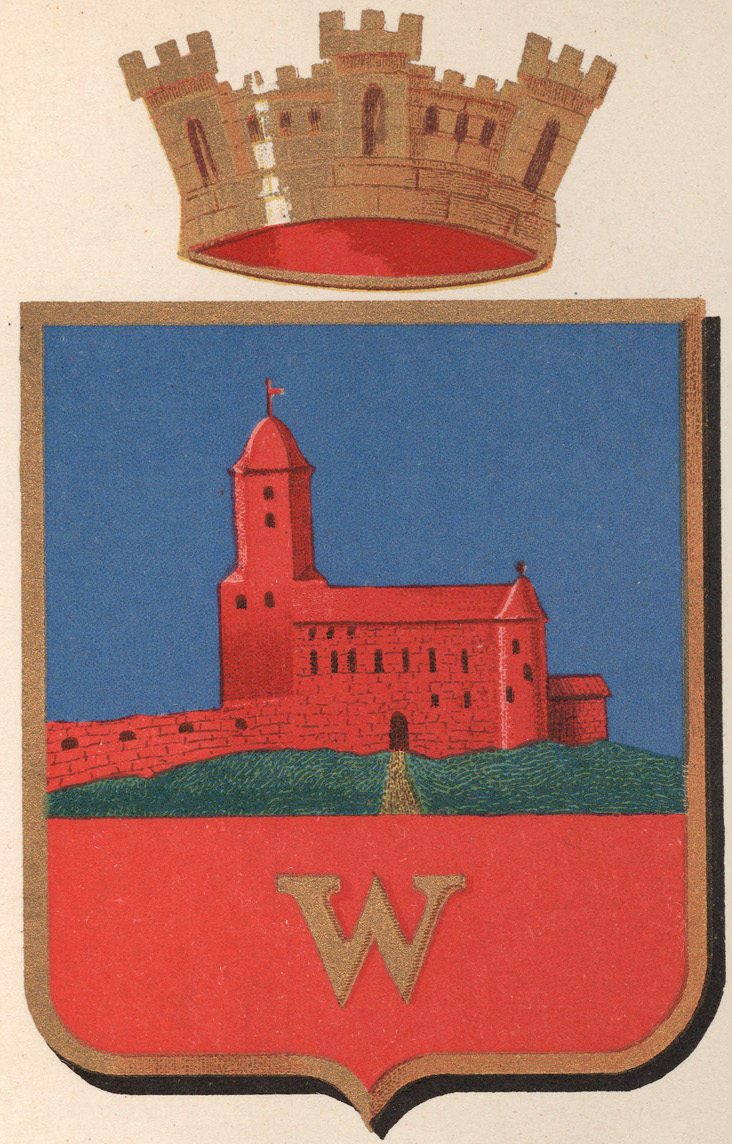
Вариант изображения герба на почтовой открытке
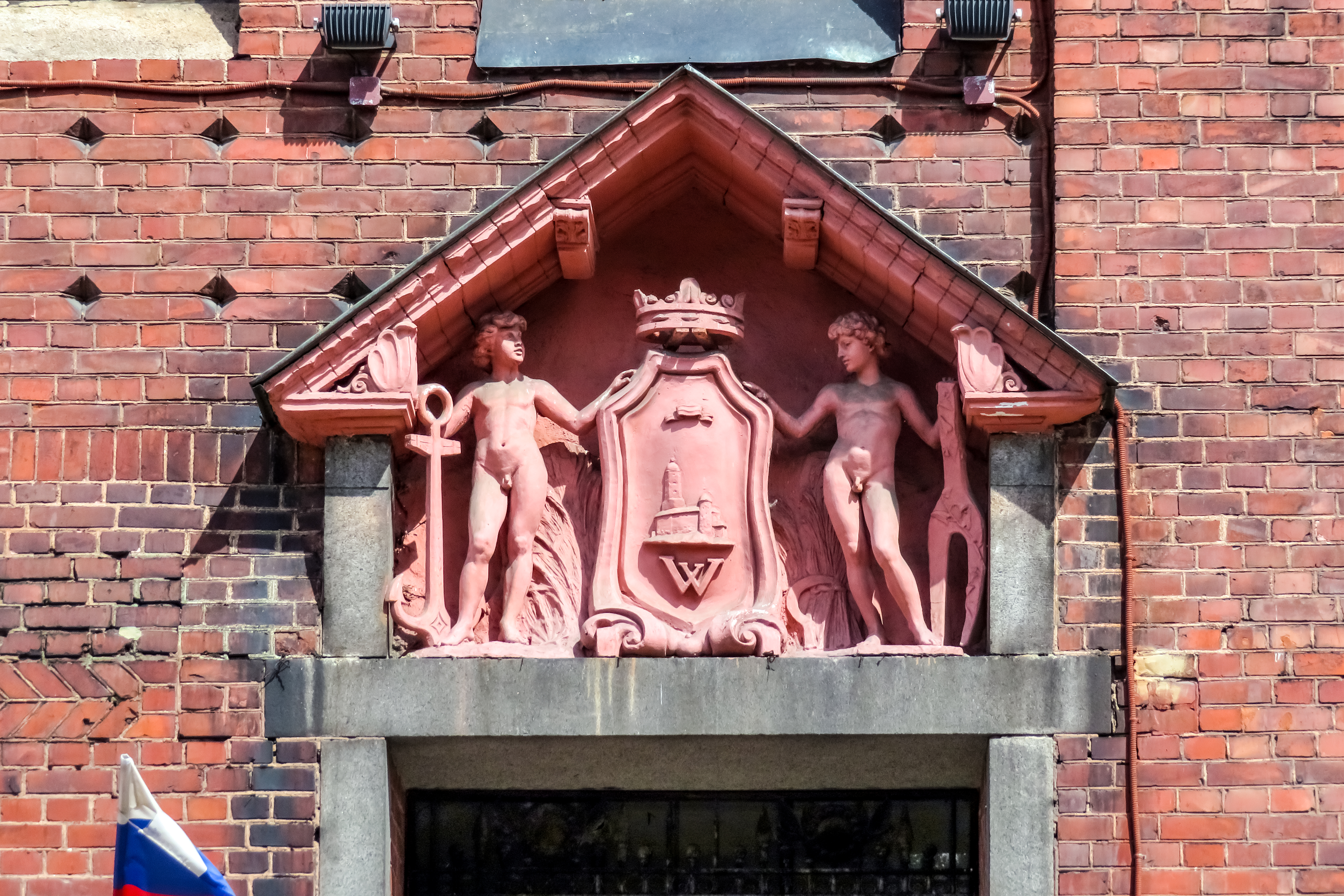
Вариант изображения герба на фасаде Банка Финляндии
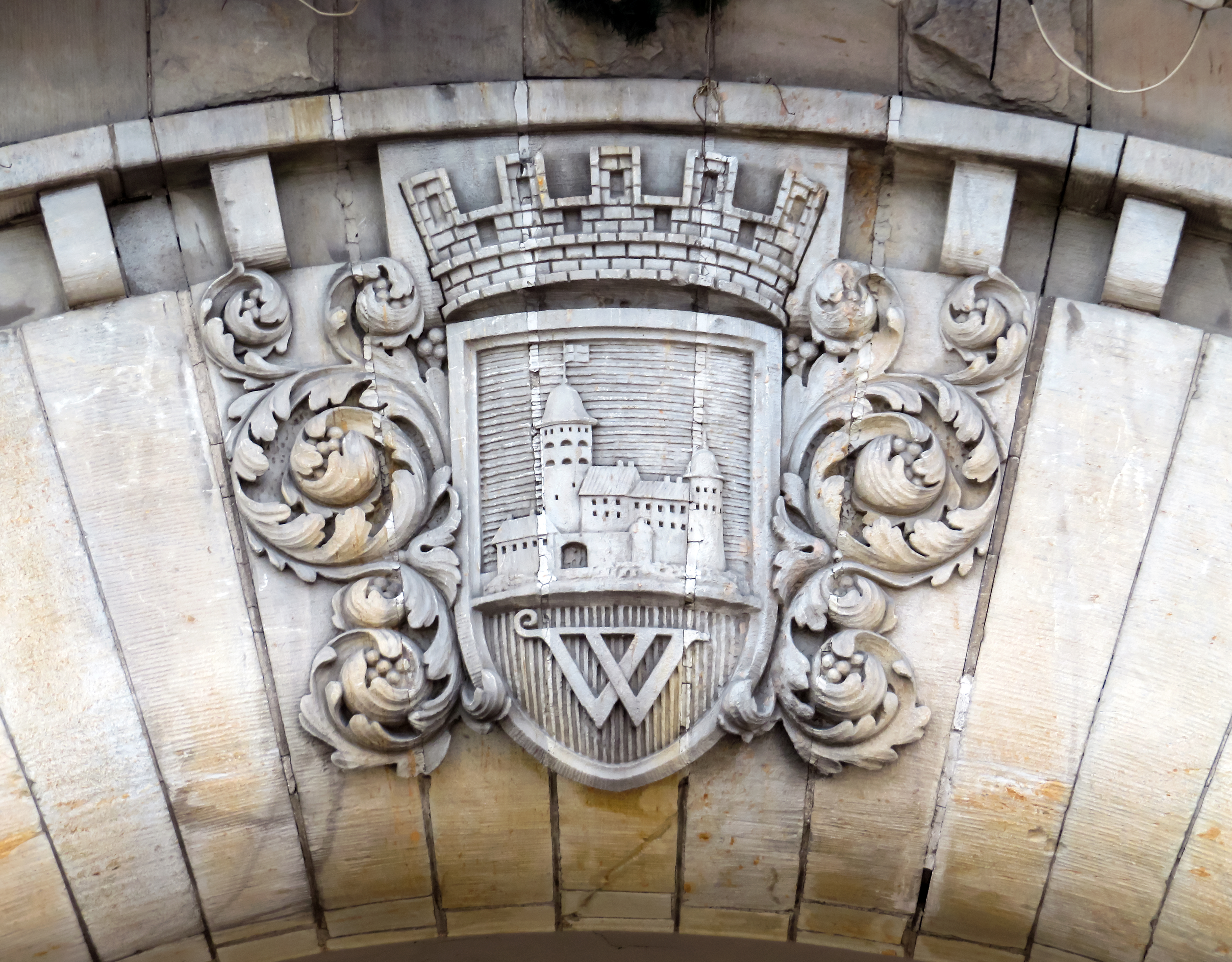
Вариант изображения герба на фасаде городского рынка

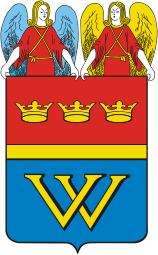
Герб образца 1788 года, восстановленный в 1994 году

В советский период исторический герб не использовался. Выпускалась продукция с эмблемами, включавшими Выборгский замок, нос корабля, башенный кран со стрелой и шестерёнку, но официально герб Выборга не утверждался. В соответствии с решением исполкома горсовета с 19 ноября 1971 года проводился конкурс на создание городского герба, но принятие окончательного решения было отложено.
Исторический герб Выборга был восстановлен решениями городских властей от 28 ноября 1994 года и 28 марта 2006 года. Это старейший городской герб, используемый в России, и единственный герб города, не являющегося субъектом Федерации или областным центром, в изображении которого в качестве особого отличия сохранены щитодержатели.
В 2002 году Геральдическим советом президенте РФ были одобрены муниципальные «короны достоинства», разрешённые к использованию в муниципальных гербах, а в 2010 году — специальные короны для гербов городов воинской славы. Выборгу как центру муниципального района и Городу воинской славы полагается золотая стенчатая корона с тремя зубцами и обручем, наложенная на два обнажённых скрещённых меча с серебряными клинками и золотыми рукоятями.
Город также имеет флаг, дублирующий изображение герба. Флаг Выборга утверждён 28 марта 2006 года, одновременно с описанием герба города, учитывающим новоприобретённые элементы.

## Городские печати

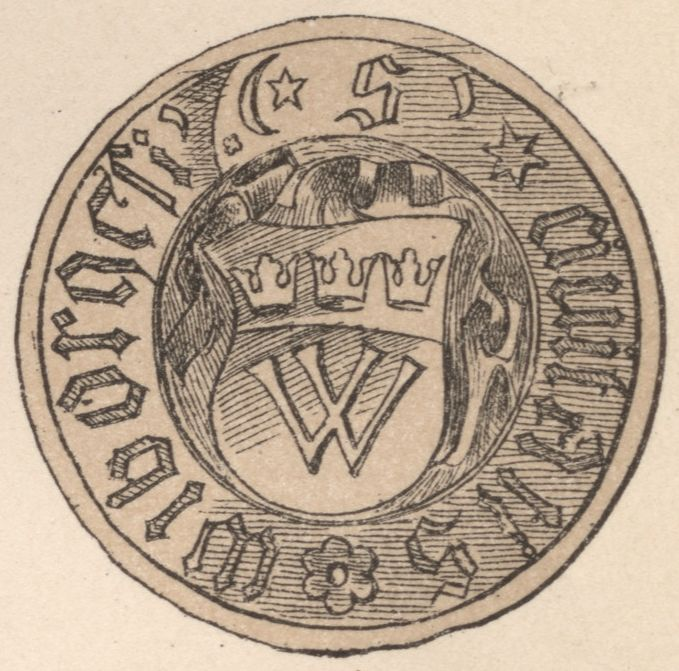
Городская печать XVII века
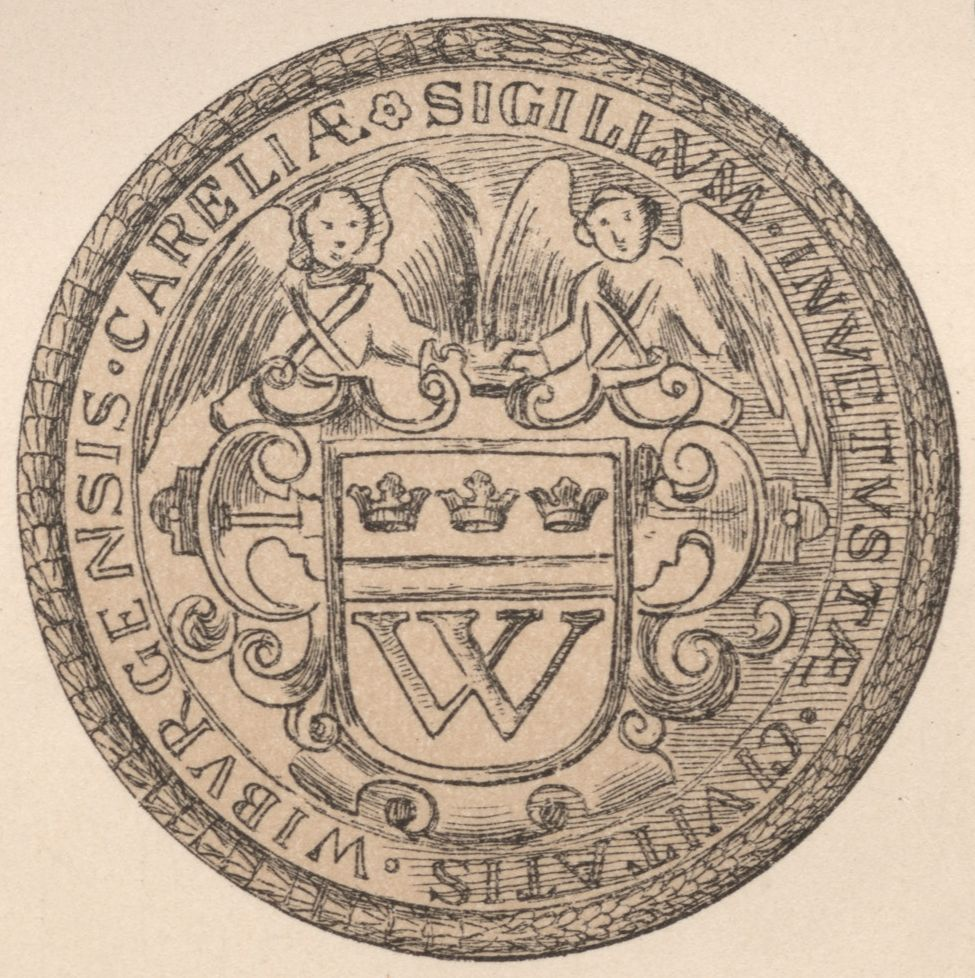
Городская печать XVIII века
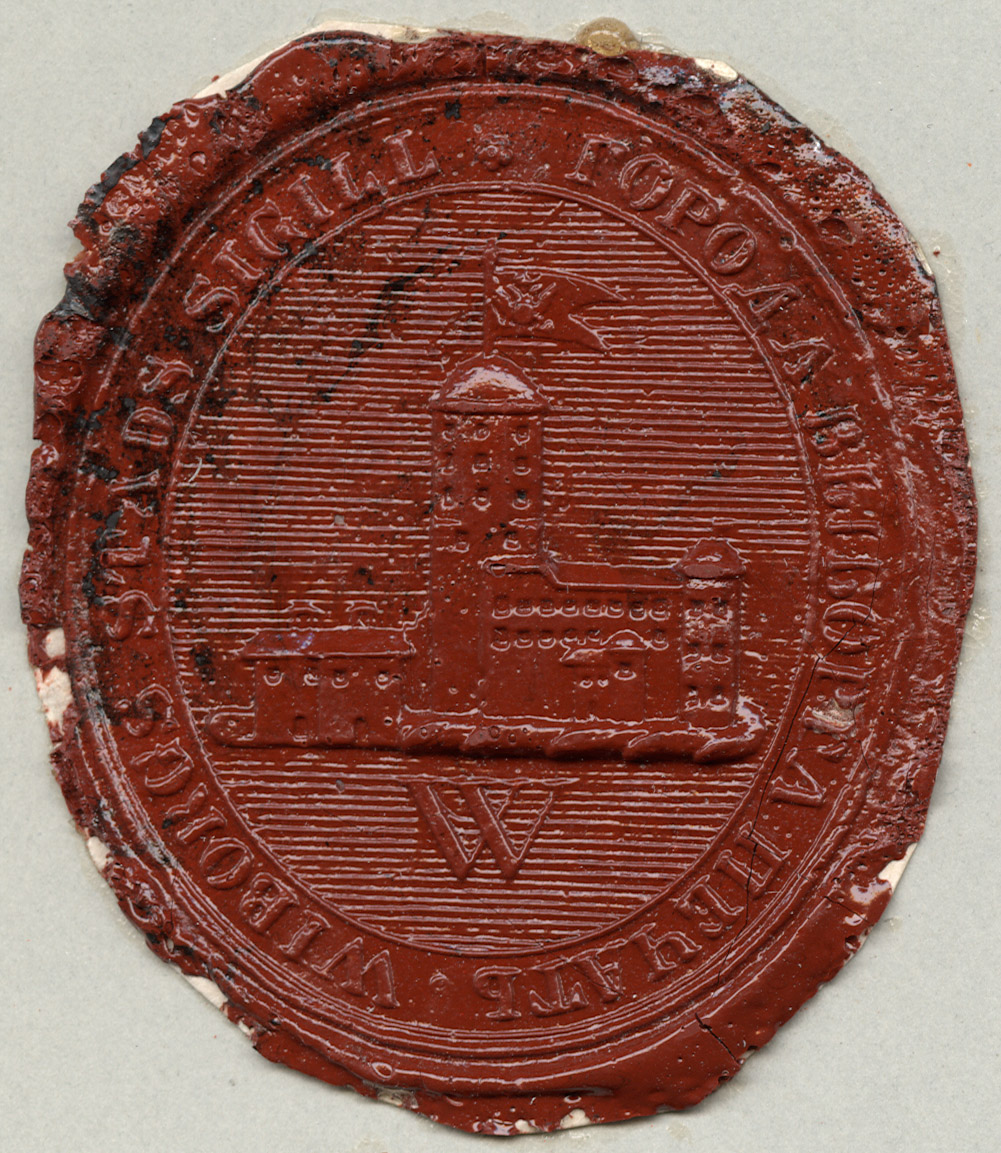
Городская печать XIX века
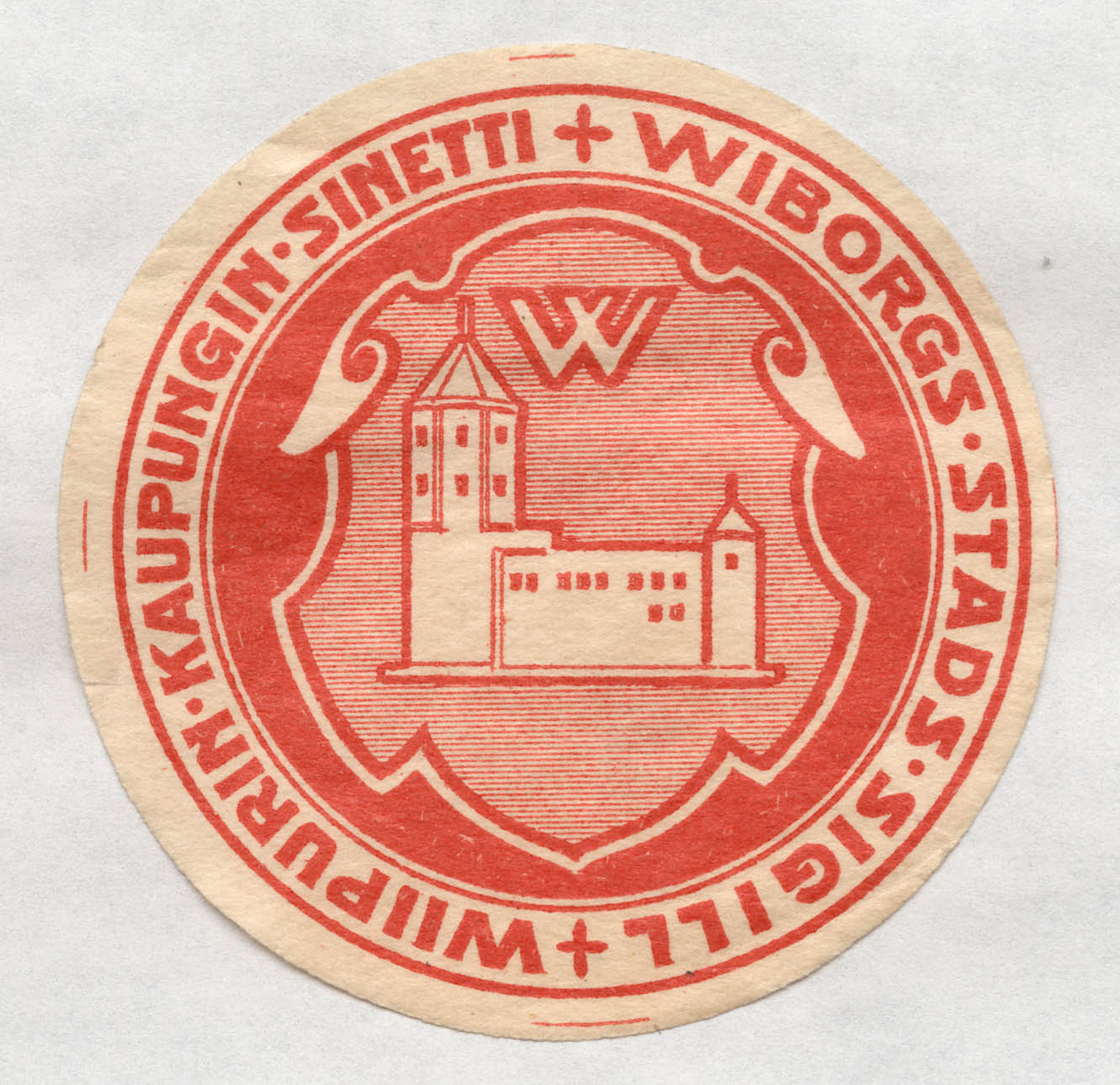
Городская печать 1921—1940 годов

## В нумизматике
В 2009 и 2014 годах Банком России выпущены памятные монеты номиналом 10 рублей, из серии «Древние города России» и «Города воинской славы», на реверсе которых изображён герб Выборга.

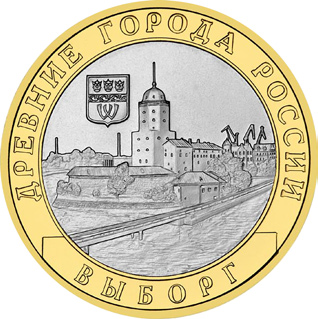
Герб на монете 2009 года без щитодержателей и «короны достоинства»
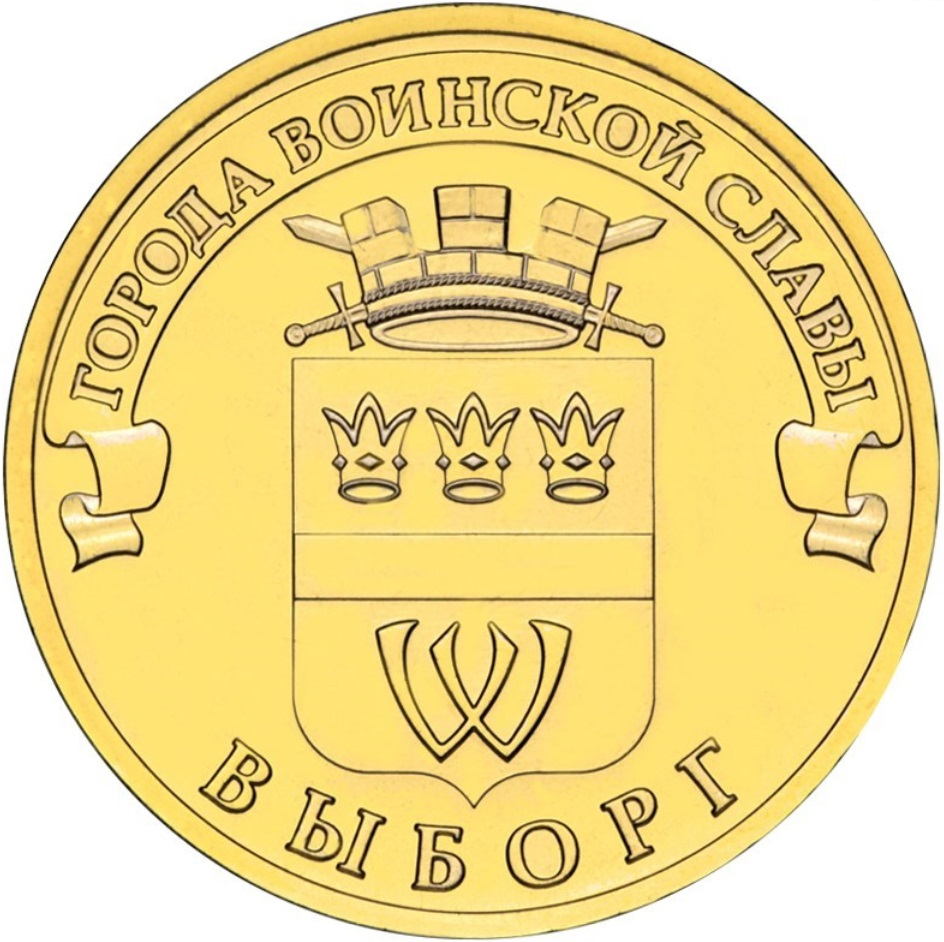
Герб на монете 2014 года без щитодержателей, но с «короной достоинства», наложенной на скрещённые мечи

## Флаг Выборга

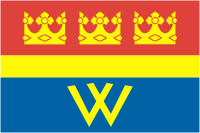
Флаг Выборга

На основе герба Выборга в соответствии с вексиллологическими правилами создан другой официальный символ муниципального образования — флаг Выборга.
«Флаг муниципального образования воспроизводит символику герба муниципального образования и представляет собой прямоугольное полотнище с соотношением сторон 2:3, разделённое по горизонтали на 3 части (полосы), верхнюю — красную, среднюю — жёлтую и нижнюю — сине-голубую, ширина которых составляет, соответственно, 5/12, 1/6 и 5/12 ширины флага. На верхней (красной) полосе флага изображены три одинаковые жёлтые короны с тонкими красными контурами, расположенные вдоль полосы (одна возле другой); каждая корона имеет три крестовидных (трёхлапых) зубца, из которых средний виден полностью. Каждая корона вписывается в условный прямоугольник, ширина которого равна 1/4, а длина — 1/3 ширины флага. Расстояние между соседними коронами составляет 1/18 длины флага; на такое же расстояние короны равноудалены от верхней кромки и средней полосы флага. Расстояние от крайних корон до боковых кромок флага составляет 1/9 его длины. В центре нижней сине-голубой полосы флага изображена жёлтая латинская литера W, которая равноудалена от нижней кромки и средней полосы флага. Литера вписывается в условный прямоугольник, ширина которого равна 1/3, а длина — 1/2 ширины флага. Короны и литера имеют тот же оттенок, что и средняя полоса флага. 
Цвета флага в соответствии с международным стандартом шкалы цветов Pantone:
- верхняя полоса флага — красный цвет 185C;
- нижняя полоса флага — сине-голубой цвет 300C;
- средняя полоса, короны и литера — жёлтый цвет 604CVC.

Оборотная сторона флага является зеркальным отображением его лицевой стороны».
Первоначально данный флаг был утверждён 4 декабря 2003 года как флаг муниципального образования «Выборгский район Ленинградской области» и внесён 28 декабря 2004 года в Государственный геральдический регистр Российской Федерации с присвоением регистрационного номера 1692. До муниципальной реформы 2006 года, ввиду единой администрации, флаг был символом Выборга и Выборгского района. После муниципальной реформы 2006 года было образовано муниципальное образование «Выборгский район» с входящим в его состав, среди прочих, муниципальным образованием «Выборгское городское поселение» (с 1 июня 2010 года — муниципальное образование «Город Выборг» Выборгского района Ленинградской области). 28 марта 2006 года, решением Совета депутатов муниципального образования «Выборгское городское поселение» № 57, данный флаг, наряду с гербом, стал официальным символом муниципального образования.